# 三餉
三餉，明朝末年的遼餉、剿餉、練餉三項賦稅的合稱。
“遼餉”又稱新餉，萬曆四十六年（1618年）為應付遼東防卫后金的軍事需要，户部尚书李汝华议请畝加三厘五毫之赋，明年复加三厘五毫，四十八年（1620年）又议请再加二厘，前後平均每畝土地加徵銀九厘，計五百二十萬零六十二兩，崇禎四年（1631年），提高到一分二厘，共银六百六十万两，另加关税、盐课及杂项，共得银七百四十万八千二百九十八两。
崇禎十年（1637年），兵部尚書楊嗣昌為鎮壓民變的費用，奏請增兵十二萬，加徵“剿餉”，總數兩百八十萬兩，直到十三年（1640年）被迫停止。
崇禎十一年（1638年）九月至十二年三月，清兵數次繞境蒙古長驅直入內地打草穀及屠城，楊嗣昌提議徵派“練餉”七百三十万两。當時朝廷议论纷纷，杨嗣昌说：“无伤也，加赋出于土田，土田尽归有力之家，增银三、四钱，稍抑兼并耳。”崇禎亦常發內庫之帑金以濟餉，如崇祯八年出帑金二十萬助剿餉，崇祯十二年出帑金三十萬濟餉。
三餉的加派使得激化的社會矛盾更趨尖銳，崇祯三年户部尚书毕自严等人在奏疏说到财政窘境：“今日而思开节之法，诚难言之。议者或欲开矿，而虑得不偿失，仍滋乱阶；或欲加税，而关税已增，徒挠商旅。至于间架门摊，均属苛细苟且之政。权衡子母，又鲜实心任事之人。为今日之计，求其积少成多、众擎易举，无逾加派一策。”御史郝晋言：“万历末年，合九边饷止二百八十万。今加派辽饷至九百万。剿饷三百三十万，业已停罢，旋加练饷七百三十馀万。自古有一年而括二千万以输京师，又括京师二千万以输边者乎？”，其它雜項加派又多如牛毛，故官兵愈剿“盗”愈多，“民越穷而寇越起”，成為明朝滅亡主因之一。顾炎武在《天下郡国利病书·福建三》中记载：“民田一亩值银七八两者，纳饷至十两。”
清兵入關後，多爾袞令蠲免三餉，顺治元年七月十七日发布“大清国摄政王令旨”：“前朝弊政，厉民最甚者，莫如加派辽饷，以致民穷盗起，而复加剿饷，再为各边抽练，而复加练饷。惟此三饷，数倍正供，苦累小民，剔脂刮髓，远者二十余年，近者十余年，天下嗷嗷，朝不及夕。更有召买粮料，名为当官平市，实则计亩加征，初议准作正粮，继而不肯销算。……予哀尔百姓困穷，……为尔下民请命，自顺治元年为始，凡正额之外，一切加派，如辽饷、剿饷、练饷，及召买米豆，尽行蠲免。”福临登极诏书又重申：“地亩钱粮俱照前朝《会计录》原额，自顺治元年五月初一日起，按亩征解。凡加派辽饷、新饷、练饷、百买等项，悉行蠲免。”但清初由於軍費繁浩，財政困難，並沒有認真實行，特別是順治四年（1647年）復徵遼餉，七年（1650年），多尔衮边外筑避暑城加派9省额外钱粮250余万两，順治十四年（1657年）遼餉編入《賦役全書》，即為“九厘额银”，“顺治十八年（1661年）还食言自肥，恢复了明朝剿饷，加赋五百多万两”，州县也常私自另有科派，終清一代，從未蠲除。例如清光緒十三年台灣民田中田每甲徵租稅2两8分5毫4丝，不含地方官員加派，相當於每畝徵2分4釐8毫，是明初稅制「卅取一」的八倍，若加上地方官加派則達十倍之譜，惟清末此稅率仍僅日本戰國時代及江戶時代的一半左右。